# Geri i Freki
Geri i Freki (także Gere i Freke) – w mitologii nordyckiej para wilków towarzyszących bogu Odynowi. Imiona Geri i Freki są tłumaczone jako „żarłoczny” i „łapczywy” .